# Dickie Boon
Richard R. "Dickie" Boon, kanadski profesionalni hokejist, * 10. januar 1878, Belleville, Ontario, Kanada, † 3. maj 1961, Outremont, Quebec, Kanada. 
Boon je igral za moštvo Montreal HC v ligi Canadian Amateur Hockey League (CAHL) in za moštvo Montreal Wanderers v ligi Federal Amateur Hockey League (FAHL). Kot igralec je osvojil dva Stanleyjeva pokala, kot trener/direktor Wanderersov pa še štiri. 

## Kariera
Boon je pomagal moštvu Montreal HC do dveh Stanleyjevih pokalov v letih 1902 in 1903. Kot direktor je Wandererse povedel do štirih Stanleyjevih pokalov, v letih 1906, 1907, 1908 in 1910. Funkcijo direktorja je opravljal od 1903 do 1918, ko je klub razpadel.
Po koncu hokejske kariere je postal Boon soustanovitelj premogovnega podjetja Boon-Strachan Coal. Potem ko je za vselej pustil hokej na ledu, je vzljubil curling in golf. 

### Pregled kariere
Odebeljeno - reprezentančni nastopi, glej tudi Statistika pri hokeju na ledu.
| Moštvo               | Liga             | Sezona |    | Redni del | Redni del | Redni del | Redni del | Redni del | Redni del |   | Končnica | Končnica | Končnica | Končnica | Končnica | Končnica |
| -------------------- | ---------------- | ------ | -- | --------- | --------- | --------- | --------- | --------- | --------- | - | -------- | -------- | -------- | -------- | -------- | -------- |
| Moštvo               | Liga             | Sezona | OT | G         | P         | T         | +/-       | KM        | OT        | G | P        | T        | +/-      | KM       |          |          |
| Montreal Hockey Club | CAHL             | 99/00  |    | 8         | 2         | 0         | 2         |           |           |   |          |          |          |          |          |          |
| Montreal Hockey Club | CAHL             | 00/01  |    | 7         | 3         | 0         | 3         |           |           |   |          |          |          |          |          |          |
| Montreal Hockey Club | CAHL             | 01/02  |    | 8         | 2         | 0         | 2         |           | 6         |   |          |          |          |          |          |          |
| Montreal Hockey Club | Stanleyjev pokal | 01/02  |    |           |           |           |           |           |           |   | 3        | 0        | 0        | 0        |          | 3        |
| Montreal Hockey Club | CAHL             | 02/03  |    | 7         | 3         | 0         | 3         |           | 6         |   |          |          |          |          |          |          |
| Montreal Hockey Club | Stanleyjev pokal | 02/03  |    |           |           |           |           |           |           |   | 4        | 0        | 0        | 0        |          | 10       |
| Montreal Wanderers   | FAHL             | 03/04  |    | 4         | 0         | 0         | 0         |           | 0         |   |          |          |          |          |          |          |
| Montreal Wanderers   | FAHL             | 04/05  |    | 8         | 0         | 0         | 0         |           | 6         |   |          |          |          |          |          |          |
| Montreal Wanderers   | ECAHA            | 05/06  |    |           |           |           |           |           |           |   |          |          |          |          |          |          |
| Skupaj               |                  |        |    | 42        | 10        | 0         | 10        |           | 18        |   | 7        | 0        | 0        | 0        |          | 13       |

## Dosežki
- 1952 - sprejet v Hokejski hram slavnih lige NHL